# Фрийпорт
Фрипорт (на испански: Ciudad de Freeport – Град Фрийпорт; на английски: Freeport) е град на Бахамските острови.
Населението му е 47 058 души (2006). Разположен е на остров Гранд Бахама, на 160 километра източно-североизточно от град Форт Лодърдейл, шата Флорида, САЩ.
През 1955 година Уолъс Гроувс (Wallace Groves), вирджински финансист с дърводобивни интереси, получава 202 429 декара блатиста земя от Бахамското правителство. През 1956 г. населението на Фрипорт е едва 150 души. Той построява града, който днес е вторият по население в Бахамите след столицата Насау.
Фрипортското пристанище е достъпно дори и за най-големите кораби. Пристанището е за големи, пътнически крузове. Има няколко корабостроителници за яхти и кораби. Летището Гранд Бахама работи с около 50 000 полета всяка година.
Туризъмът, най-голямата индустрия във Фрипорт, се оценява на 1 милион посетители годишно. От 2004 година насам 2 големи урагана удрат Бахамите, което е причина голяма част от туристическата иднустрия да рухне. Голяма част от хотелите на острова са разположени по протежението на южния бряг. Във Фрипорт има казино, за което се счита, че е сред най-големите казина в света. По-голямата част от туризъма на острова е съсредоточен в градчето Лукая, което се намира на около 8 км от Фрипорт. Затова градът често е рекламиран като Фрипорт/Лукая.

## Личности
Родени
- Доналд Томас – лекоатлет